# Colossal Typewriter

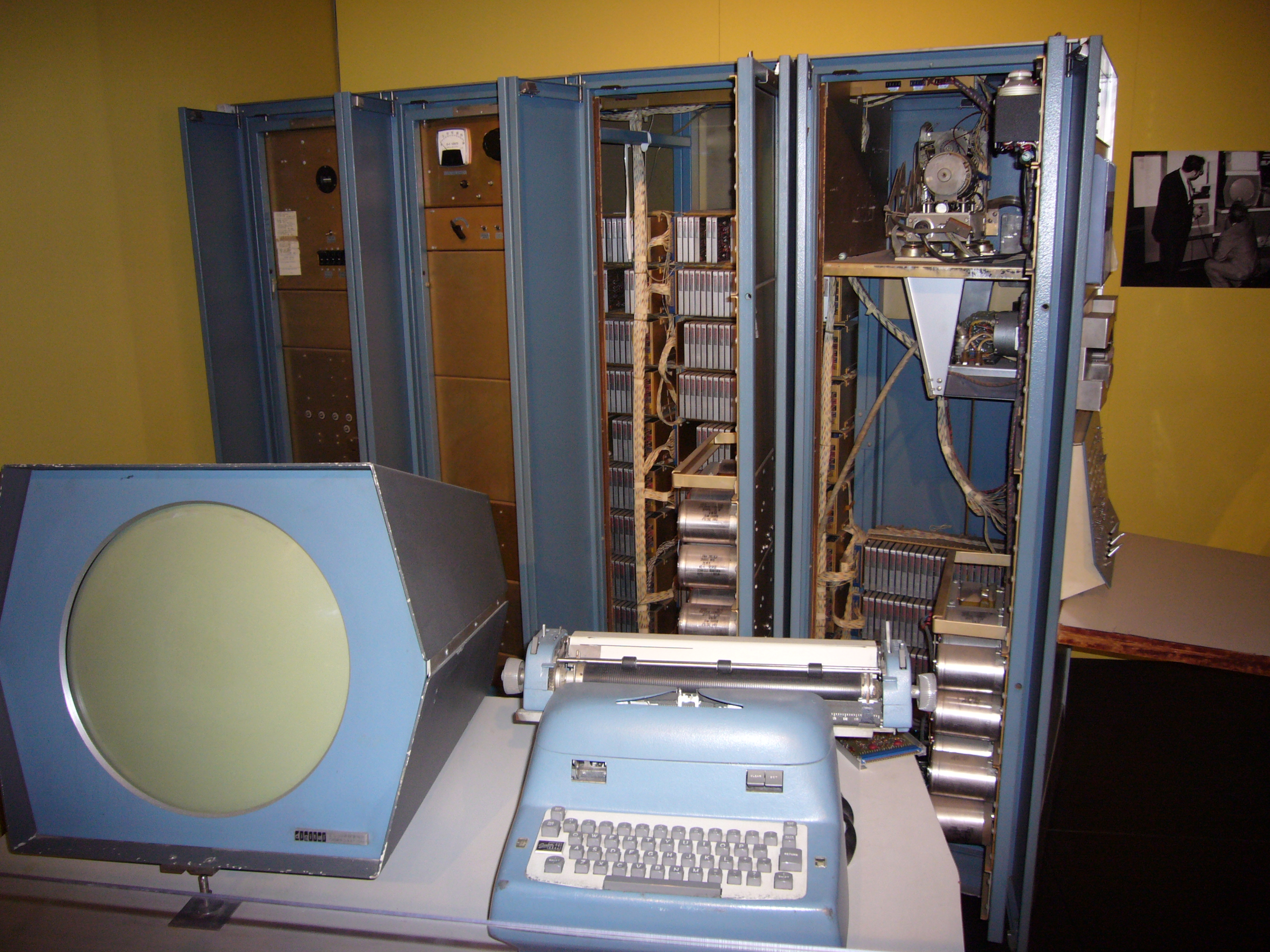
El DEC PDP-1 en el Computer History Museum, el computador donde corrió el Colossal Typewriter.

El Colossal Typewriter (en español 'máquina de escribir colosal') de John McCarthy y Roland Silver fue uno de los primeros editores de texto de computadora. El programa corrió en el PDP-1 en Bolt, Beranek and Newman (BBN) por diciembre de 1960.
Por ese tiempo, ambos autores estaban asociados al Instituto de Tecnología de Massachusetts, pero no es claro si el editor corrió en el TX-0 prestado al MIT por el laboratorio Lincoln, o en el PDP-1 donado al MIT en 1961 por Digital Equipment Corporation. Hay un Colossal Typewriter Progra en la biblioteca de programas del BBN y, bajo el mismo nombre, en la biblioteca de programas de DECUS como en el BBN-6 (CT).